# Charlotte Pothuis
Charlotte Pothuis (1. dubna 1867, Londýn – 24. ledna 1945, Amsterdam) byla nizozemská malířka a fotografka.

## Životopis
Pothuis se narodila 1. dubna 1867 v Londýně v Anglii. Studovala na Dagtekenschool voor meisjes v Amersterdamu. Dostala rovněž školení od Henriëtte Asscher, Meijer de Haan, Wilhelminy Cornelie Kerlenové, Bartola Wilhelma van Laara a Jana Zürchera. V roce 1891 se provdala za umělce Karla Alexandra Augusta Jana Booma (1862-1943). Byla členkou Vereeniging Sint Lucas Amsterdam (Amsterdamský umělecký spolek svatého Lukáše) a umělecké společnosti Arti et Amicitiae. Díla Pothuisové byla zahrnuta do výstavy a prodeje Onze Kunst van Heden (Naše umění dneška) z roku 1939 v Rijksmuseum v Amsterdamu.

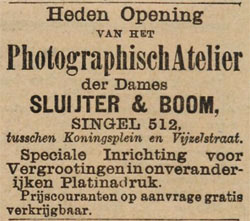
Dames Sluijter & Boom, reklama, 1896

V červnu 1896 otevřela fotografické studio se svou kolegyní Annou Sluijter. Nazvali své studio Dames Sluijter & Boom a je považováno za jedno z prvních ženských fotografických studií v Amsterdamu. Pothuis zemřela 24. ledna 1945 v Amsterdamu. Její práce je ve sbírce Městského muzea Amsterdam.

## Galerie

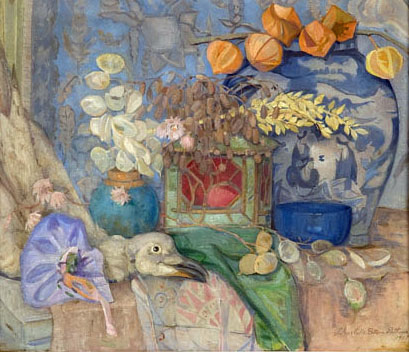
Stilleven met dode eend, 1917
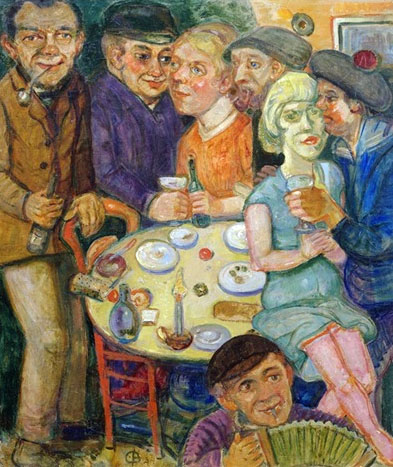
Im Café
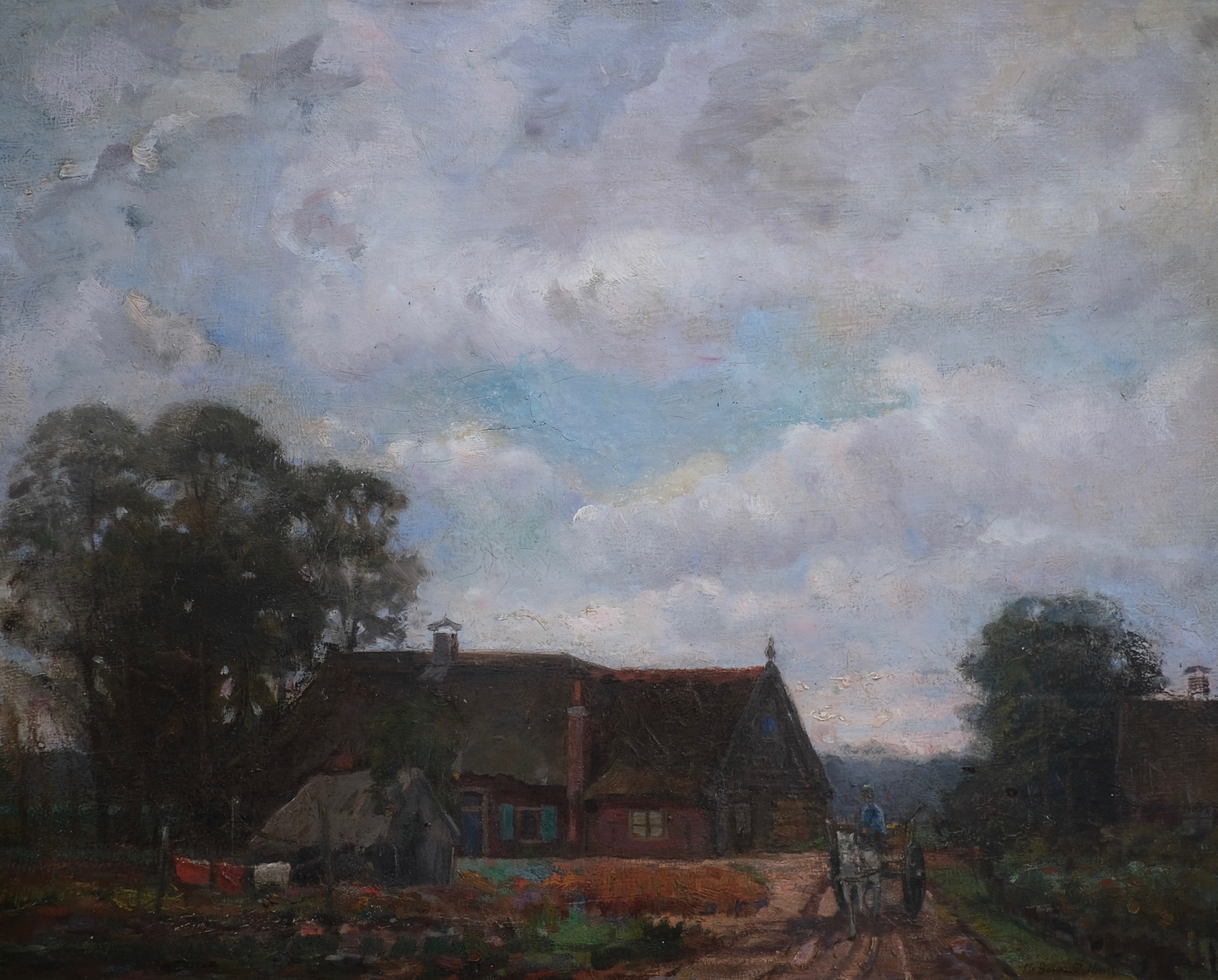
Boerderij